# Alfred Moisiu
Alfred Moisiu (Shkodra, 1929. december 1. –) albán politikus, 2002–2007 között az ország köztársasági elnöke. Apja Spiro Moisiu.
1943 és 1945 között részt vett az albán függetlenségi háborúban, amelyet a német megszálló erők ellen vívtak. 1946-ban a Szovjetunióba küldték tanulni. Diplomáját hadimérnöki területen szerezte 1948-ban, Leningrádban. Tiranában az Egyesült Tiszti Iskolában (1948–1949) szakaszparancsnok, majd tanár a Katinai Egyetemen (1949–1951). 1952 és 1958 között a moszkvai Hadimérnöki Egyetemen Aranyéremmel végezte el tanulmányait.
Albániába visszatérve Moisiu a hadügyi minisztériumnál folytatta katonai pályafutását. 1967–68-ban a vezérkarba bejutáshoz szükséges tanulmányokat folytatott a Tiranai Hadügyi Egyetemen. Ugyanebben az időben egy brigádot irányított Kavajában. 1971-ben a Hadügyminisztérium Műszaki és Erődítési Osztályán kezdett dolgozni.
1979-ben ledoktorált hadtudományokból. 1981-től hadügyminiszter-helyettes lett. 1982-ig töltötte be ezt a posztott. Közben Beqir Baluku, Mehmed Shehu és Kadri Hasbiu volt a hadügyminiszter. Minden bizonnyal a Shehu és Enver Hoxha közötti konfliktus miatt áthelyezték Burrelbe, ahol 1984-ig egy műszaki cégnél volt vezető. Tábornokként szerelt le.
A közéletbe 1991 decemberében tért vissza, mikor Vilson Ahmeti kormányában hadügyminiszterré nevezték ki. Ez volt Albánia első demokratikusan választott kormánya. 1992 áprilisáig töltötte be ezt a posztot, de ekkor új kormány alakult Aleksandër Meksi vezetésével.
Az új miniszter meghívta Moisiut, hogy legyen ő a hadügyminiszter tanácsadója. 1994-ben Safet Zhulali kinevezte az Albánia hadügyét részletesen kidolgozó miniszterhelyettesnek. Moisiu a nagyon rossz állapotban lévő hadsereg fejlesztésére fordította minden erejét. Elkezdte az ország felkészítését a NATO-csatlakozásra. 1994-ben megalapította az Albán Észak-atlanti Szervezetet, amelynek ő is lett az első elnöke. 1995. január 24-én aláírta azt a megállapodást, amellyel Albánia tagja lett a Partnerség a Békéért szervezetnek.
Mikor az Albán Szocialista Párt 1997-ben hatalomra jutott, Moisiu elvesztette a minisztériumban betöltött pozícióját. A következő években aktív résztvevője lett a nemzetközi és az Albánia-szerte tartott konferenciáknak, amelyek fő témái ezek voltak: Délkelet-Európa védelme, a fegyveres felügyelet megszervezése, a fegyverek begyűjtése a civil lakosságtól.
2002-ben Rexhep Meidani mandátumának leteltekor nemzetközi nyomásra összpárti konszenzussal Moisiu lett az ország új elnöke. Úgy találták, Moisiu a legalkalmasabb erre a tisztségre, mivel régebben kutató volt, politikailag közömbös álláspontot foglalt el, Nyugat- és NATO-orientált szemlélettel rendelkezett.
Az albán média hangsúlyozta annak fontosságát, hogy a két parlamenti oldal, a szocialisták és a demokraták, Sali Berisha és Fatos Nano együtt jelölték a posztra. Sem Nano, sem az őt megelőző Meidani nem tudott úgy indulni a megmérettetésen, hogy biztosan meglett volna a szükséges kétharmados többség a parlamentben. Meidani túl közel állt a szocialistákhoz, így nem számíthatott a konzervatívok szavazataira.
Moisiu a népgyűlésen 97 igen, 19 nem, és 14 tartózkodó szavazatot kapott, így 2002. július 24-én öt évre beiktatták az elnöki hivatalba.
Hivatalba lépését követő napon a szocialista miniszterelnök, Pandeli Majko beadta lemondását, és Fatos Nano, a Szocialista Párt vezetője lett a miniszterelnök. Látszott, hogy ez egy párton belüli megállapodás eredménye volt, hogy Nanót kárpótolják az elvesztett elnöki helyért cserébe.
Moisiu azóta gyakran kritizálja Nanót a hatalom felesleges koncentrálása és a reformok lelassulása miatt.
Moisiu angolul, oroszul és olaszul beszél. Rengeteg cikket és kutatási anyagot írt a hadtudományok területén. Ő az első nem muzulmán albán elnök a rendszerváltás óta.